# Akıncılar (Sivas)
Akıncılar (ehemals Ezbider) ist eine Stadt und Hauptort des gleichnamigen Landkreises (İlçe) in der Provinz Sivas. Der Ort liegt etwa 120 km Luftlinie (152 Straßenkilometer) nordöstlich von der Provinzhauptstadt Sivas. Laut Stadtsiegel wurde der Ort 1956 zur Gemeinden (Belediye) erhoben.

## Geografie
Der Landkreis Akıncılar liegt im Nordosten der Provinz und grenzt an den Kreis Suşehri im Nordwesten und Westen, den Kreis İmranlı im Süden und den Kreis Gölova im Osten. Im Norden bildet die Provinz Giresun und im Süden die Provinz Erzincan die Grenze. Ein Teil der Nordgrenze wird durch einen Seitenarm des Kılıçkaya-Stausees gebildet.
Den Norden des Kreises durchzieht die Fernstraße D100 (Amasya-Tokat-Koyulhisar-Suşehri-Refahiye-Erzincan), hier als Teil der E 80.

## Geschichte
Der Kreis wurde 1990 ebenso wie der Kreis Gölova aus dem östlichen Teil des Kreises Suşehri abgespalten (Gesetz Nr. 3644). Bis dahin war der Bucak Akıncılar ein Teil dieses Kreises und hatte bei der letzten Volkszählung vor der Gebietsänderung (1985) 11.255 Einwohner, das entspricht 18,36 % der damaligen Bevölkerung des Kreises Suşehri. Zur ersten Volkszählung nach der Eigenständigkeit (1990) des Kreises betrug die Einwohnerschaft 11.085 (die 33 Dörfer: 5.765 und die Kreisstadt: 5.320).

## Verwaltung
Ende 2020 bestand der Landkreis Akıncılar neben der Kreisstadt aus 29 Dörfern (Köy) mit durchschnittlich 85 Bewohnern. Die Skala der Einwohnerzahlen reichte von 251 (Göllüce) herunter bis auf 9 (Abdurrahman), wobei neun Dörfer mehr Einwohner als der Durchschnitt (85) hatten. Das Dorf İkizyurt (2017: 50 Einw.) ist seit 2018 ein Stadtviertel (Mahalle) der Kreisstadt. Die Bevölkerungsdichte betrug in etwa dem halben Provinzwert (von 22,6 Einw. je km²), der urbane Bevölkerungsanteil betrug 51,27 Prozent.